# Omloop Het Nieuwsblad 2010
L'Omloop Het Nieuwsblad 2010 va ser la 65a edició de l'Omloop Het Nieuwsblad. Es disputà el 27 de febrer de 2010 sobre un recorregut de 204,4 km amb sortida i arribada a Gant. La cursa formava part de l'UCI Europa Tour amb una categoria 1.HC.
El vencedor fou el català Joan Antoni Flecha (Team Sky), que s'imposà en solitari amb 18" sobre un nombrós grup perseguidor. Amb aquest triomf Flecha es convertí en el primer ciclista català i espanyol en guanyar aquesta clàssica belga. Heinrich Haussler (Cervelo Test Team) i Tyler Farrar (Garmin-Transitions) completaren el podi.

## Classificació final
|    | Cilista                    | Equip              | Temps      |
| -- | -------------------------- | ------------------ | ---------- |
| 1  | Joan Antoni Flecha (CAT)   | Team Sky           | 5h 07' 15" |
| 2  | Heinrich Haussler (GER)    | Cervélo TestTeam   | + 18"      |
| 3  | Tyler Farrar (USA)         | Garmin-Transitions | m. t.      |
| 4  | Luca Paolini (ITA)         | Acqua & Sapone     | m. t.      |
| 5  | Marcel Sieberg (GER)       | Team HTC-Columbia  | m. t.      |
| 6  | Edvald Boasson Hagen (NOR) | Team Sky           | m. t.      |
| 7  | Niko Eeckhout (BEL)        | An Post-Sean Kelly | m. t.      |
| 8  | Bernhard Eisel (AUT)       | Team HTC-Columbia  | m. t.      |
| 9  | Tom Veelers (NED)          | Skil-Shimano       | m. t.      |
| 10 | Filippo Pozzato (ITA)      | Team Katusha       | m. t.      |